# 自強工業科學基金會
財團法人自強工業科學基金會（英語：Tze Chiang Foundation of Science and Technology），簡稱自強基金會(TCFST)，1973年國立清華大學校友捐獻成立，設有專業的一所檢驗實驗室供培訓使用。

## 外部連結
- 自強工業科學基金會官方網站 （页面存档备份，存于）
- TTQS人才高峰會議暨金牌表揚登場，35家金牌單位獲得殊榮 （页面存档备份，存于）
- TAF財團法人全國認證基金會 檢視 認可項目 （页面存档备份，存于）